# Думпер

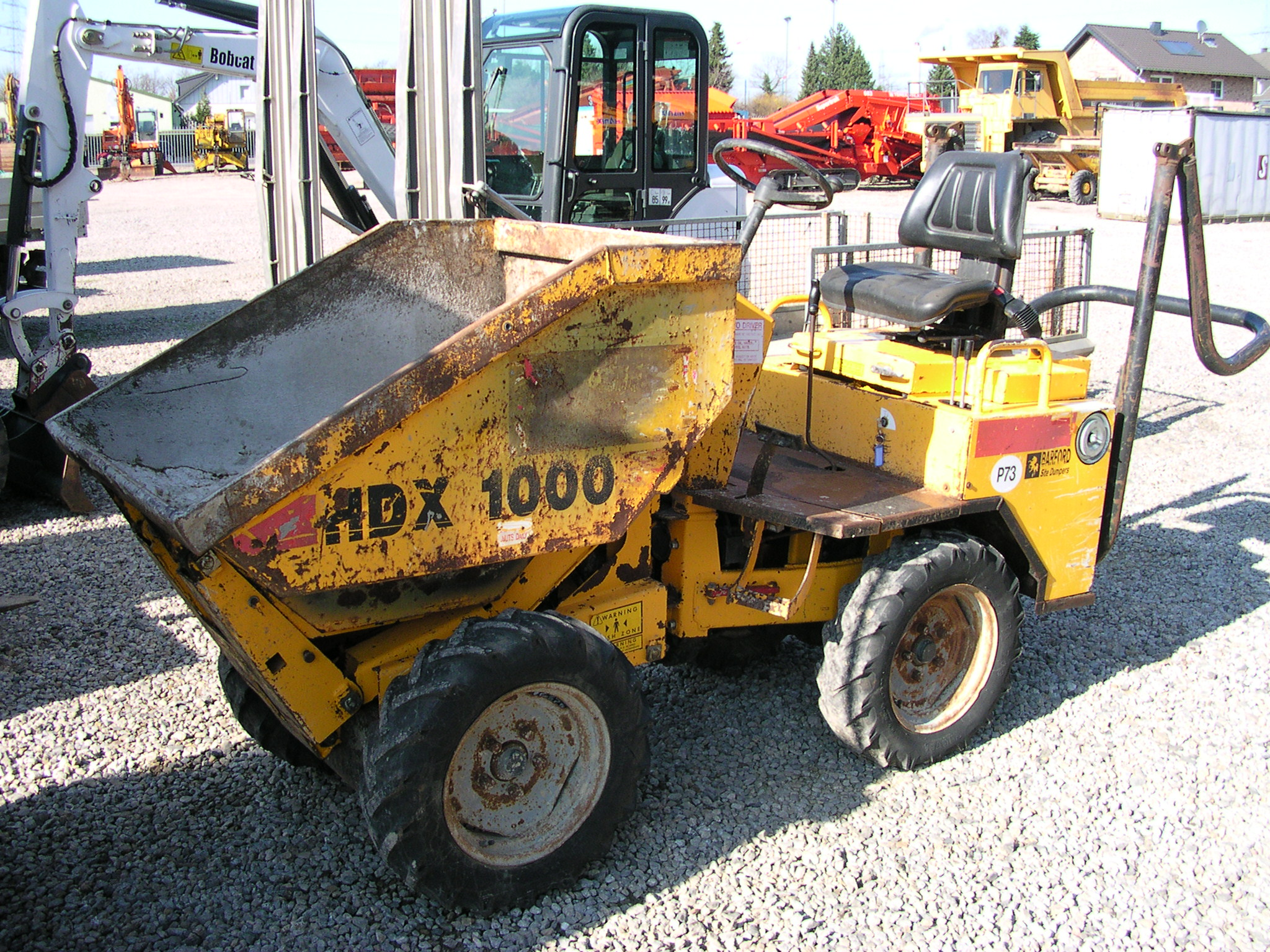
Думпер HDX 1000 фирмы Barford

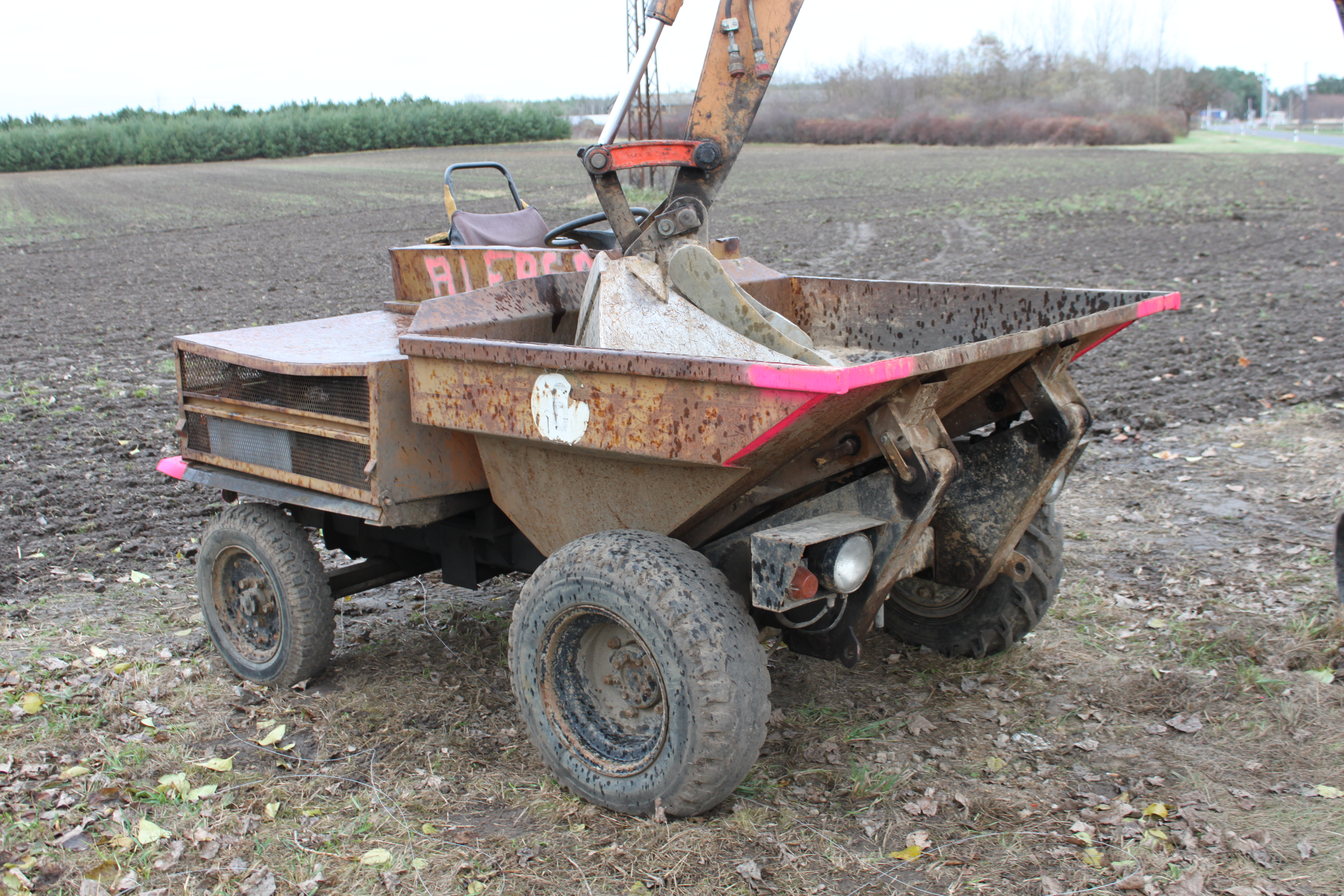
Думпер Waran восточно-германской фирмы IFA. Хорошо виден различный диаметр колёс ведущего и управляемого мостов

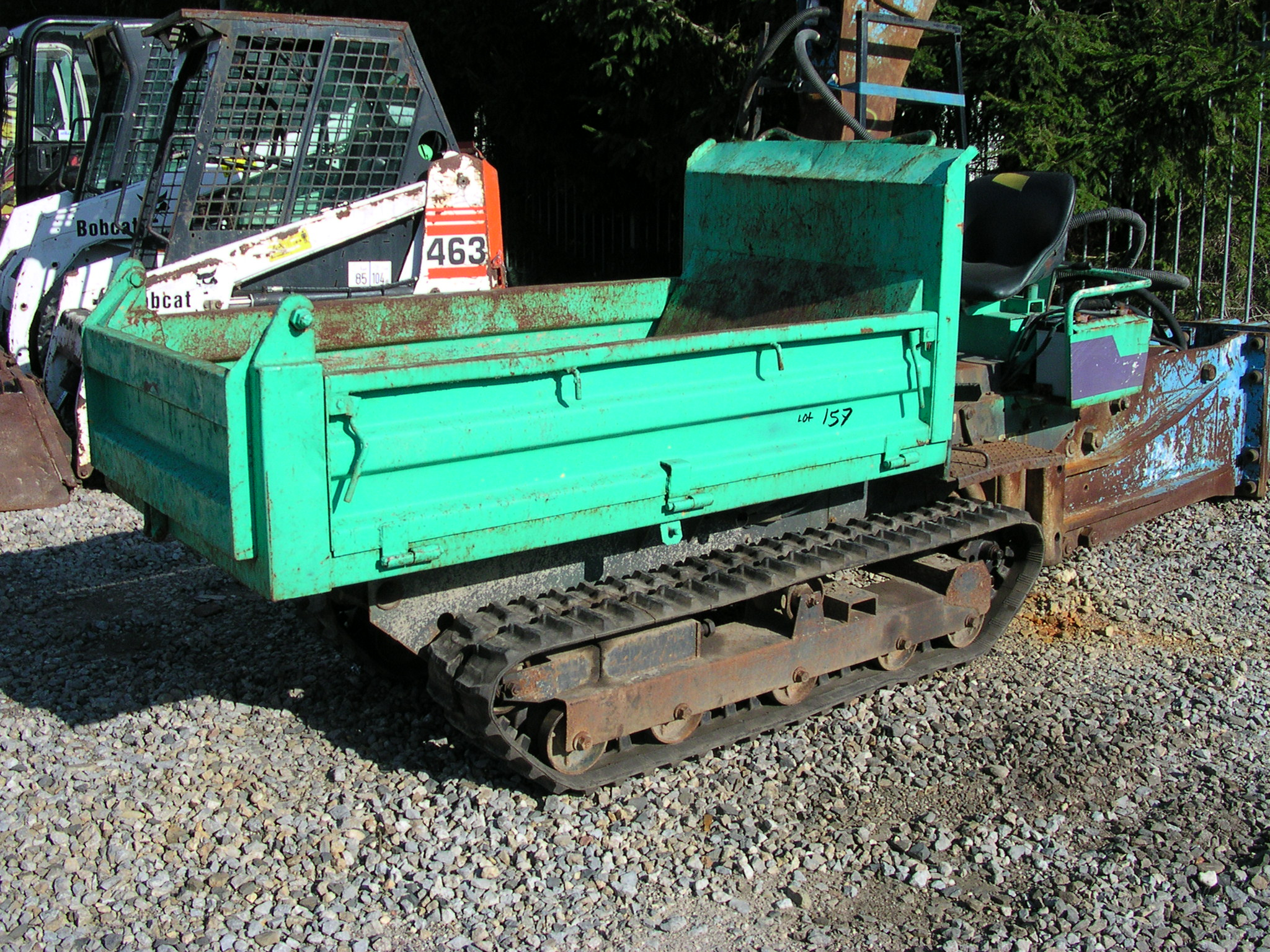
Гусеничный думпер C 10 R производства японской фирмы

Ду́мпер (от англ. dump — сваливать) — специализированная самоходная самосвальная машина, обычно небольшая, предназначенная для перевозки относительно небольших объёмов сыпучих грузов на короткие расстояния (до 1—2 км) и являющаяся в этих условиях более производительной по сравнению с автосамосвалом.
Бо́льшая по сравнению с автосамосвалами производительность думперов при работе на коротких расстояниях обусловлена специфической конструкцией этих машин, обеспечивающей им малый радиус поворота, быструю разгрузку и возможность работы «челноком» (без разворота) с одинаковой скоростью движения вперёд и назад. Думперы широко применяются при строительстве дорог, на земляных работах и т. п.; небольшие по сравнению с обычными самосвалами габариты, хорошая маневренность и возможность челночной работы позволяет эффективно применять их в условиях сильно ограниченного пространства горных выработок и строящихся тоннелей.
Думперы имеют короткую базу, что дополнительно увеличивает их маневренность. Ходовая часть машин — обычно колёсная двухосная с широкопрофильными шинами, с большими углами поворота управляемых колёс (иногда имеющих меньший диаметр по сравнению с неуправляемыми), реже — гусеничная (известны также случаи создания в 1930-х годах думперов с полугусеничным движителем, не получивших, однако, сколь-нибудь существенного распространения). Для выполнения челночной работы думперы часто оснащены дублированными органами управления и поворотным сиденьем водителя, как правило — расположенными открыто. Некоторые наиболее компактные модели думперов управляются водителем, идущим следом за машиной, подобно мотоблокам.